# Гумінове озеро
Гумінове озеро – озеро зі значним вмістом гумінових речовин. Озера такого типу розташовані серед болотних ландшафтів, найчастіше болотні озера та озерця, а також невеликі лісові озера, оточені трясовиною або багаті лісовим гумусом. На дні озера накопичується шар торф’янистого мулу, біологічно малопоживного. Вміст кисню у воді понижений, оскільки він витрачається на окислення гумінових речовин.
Вода гумінових озер слабко кисла, з низьким рівнем кисню, містить мало мінеральних речовин, досить чиста і прозора, але темного або жовтуватого кольору  та гіркувата на смак. Забарвленості і гіркуватості  їй  надають розчинені в ній гумінові речовини, які виділяються з торфу.
В гумінових озерах мало поживних речовин, тому вони досить бідні на рослинність. Рослини, зокрема, латаття, глечики малі та жовті, рдесник, їжачі голівки, харофіти, зустрічаються в основному на ділянках, де збереглося тверде дно і вода містить трохи мінералів. Фітопланктон та донні тварини часто майже відсутні.
Вода гумінових озер через низьку мінералізованість погано втамовує спрагу. Після купання в гумінових озерах шкіра стає м’якою і шовковистою, оскільки гумінові речовини зв’язують шлаки і щкідливі речовини.
Нещодавні дослідження фінських науковців (2019 р.) показали, що деякі групи бактерій із гумінових озер, здатні розкладати гумінові сполуки, мають відповідну здатність і щодо мікропластику. В світлі проблеми забруднення планети пластиком це має важливе екологічне значення. 